# Antonio Taramelli (politico)
Antonio Taramelli (Lodi, 5 giugno 1928 – 25 settembre 1989) è stato un politico italiano.

## Biografia
Nato a Lodi il 5 giugno 1928; membro del Partito Comunista Italiano, fu presidente della Provincia di Milano dal 1980 al 1983.
Venne eletto senatore alle elezioni politiche del 1983 (IX legislatura) e rieletto in quelle del 1987 (X legislatura). Morì il 25 settembre 1989 all'età di 61 anni, nel suo seggio al Senato subentrò Andrea Margheri.